# Równoległościan wielowymiarowy
Równoległościan wielowymiarowy – uogólnienie pojęcia równoległoboku i równoległościanu na przestrzenie liniowe bądź afiniczne (w tym unitarne i euklidesowe) dowolnego wymiaru; można go zdefiniować jako bijektywny obraz liniowy bądź afiniczny kostki wielowymiarowej.
Niech {\displaystyle k\leqslant n.} Jeśli {\displaystyle \mathbf {x} _{1},\dots ,\mathbf {x} _{k}} są liniowo niezależnymi wektorami {\displaystyle n}-wymiarowej przestrzeni liniowej {\displaystyle V,} to {\displaystyle k}-wymiarowym równoległościanem opartym na tych wektorach nazywa się zbiór
{\displaystyle \mathrm {R} (\mathbf {x} _{1},\dots ,\mathbf {x} _{k})=\left\{\sum _{i=1}^{k}t_{i}\mathbf {x} _{i}\colon 0\leqslant t_{i}\leqslant 1\right\}.}
Powyższą definicję można przenieść wprost na przestrzenie afiniczne: jeśli {\displaystyle (A,V)} jest {\displaystyle n}-wymiarową przestrzenią afiniczną (w szczególności może być {\displaystyle A=V}) i danych jest {\displaystyle k\leqslant n} liniowo niezależnych wektorów {\displaystyle \mathbf {x} _{1},\dots ,\mathbf {x} _{k}} przestrzeni {\displaystyle V,} to {\displaystyle k}-wymiarowym równoległościanem opartym na wymienionych wektorach i zaczepionym w pewnym punkcie {\displaystyle a\in A} nazywa się zbiór
{\displaystyle \mathrm {R} (\mathrm {a} ;\mathbf {x} _{1},\dots ,\mathbf {x} _{k})=\left\{a+\sum _{i=1}^{k}t_{i}\mathbf {x} _{i}\colon 0\leqslant t_{i}\leqslant 1\right\}=\mathrm {a} +\mathrm {R} (\mathbf {x} _{1},\dots ,\mathbf {x} _{k}).}

## Objętość
Jeśli {\displaystyle V} jest unitarna (zdefiniowano na niej iloczyn skalarny), to można określić {\displaystyle m}-wymiarową objętość równoległościanu {\displaystyle \mathbf {R} (\mathbf {x} _{1},\dots ,\mathbf {x} _{k})} jako
{\displaystyle {\big |}\mathrm {R} (\mathbf {x} _{1},\dots ,\mathbf {x} _{k}){\big |}_{m}={\begin{cases}0,&{\text{ dla }}m>k,\\{\sqrt {G(\mathbf {x} _{1},\dots ,\mathbf {x} _{k})}},&{\text{ dla }}m=k,\\\infty ,&{\text{ dla }}m<k,\end{cases}}}
gdzie {\displaystyle G(\mathbf {x} _{1},\dots ,\mathbf {x} _{k})} oznacza wyznacznik Grama wektorów {\displaystyle \mathbf {x} _{1},\dots ,\mathbf {x} _{k}.} Analogicznie określa się objętość równoległościanu w przestrzeniach euklidesowych (przestrzeniach afinicznych z iloczynem skalarnym).
Tak wprowadzona objętość ma własności miary dla równoległościanów i tak jak objętość prostopadłościanów wielowymiarowych jest zgodna z miarą Jordana, czy miarą Lebesgue’a tych figur (w istocie obu można użyć do ich zdefiniowania – zob. objętość przedziału wielowymiarowego).
Objętość {\displaystyle m}-wymiarowa równoległościanu {\displaystyle m}-wymiarowego w dowolnej m-wymiarowej przestrzeni {\displaystyle V} rozpiętego na wektorach {\displaystyle \mathbf {x} _{1},\mathbf {x} _{2},\dots ,\mathbf {x} _{m},} gdzie wektor {\displaystyle \mathbf {x} _{i}} ma w ustalonej bazie współrzędne {\displaystyle (\mathbf {a} _{i1},\mathbf {a} _{i2},\dots ,\mathbf {a} _{im}),} oblicza się następująco:
{\displaystyle \mathbf {V} =\det {\begin{bmatrix}a_{11}&a_{12}&\dots &a_{1m}\\a_{21}&a_{22}&\dots &a_{2m}\\a_{31}&a_{32}&\dots &a_{3m}\\\vdots &\vdots &\ddots &\vdots \\a_{m1}&a_{m2}&\dots &a_{mm}\end{bmatrix}}.}
Wyznacznik ten można traktować jako zorientowaną objętość.